# Qualcosa di te
Qualcosa di te è un brano musicale scritto da Cesare Chiodo, composto da Antonio Galbiati ed interpretato dalla cantante italiana Anna Tatangelo, pubblicato, il 7 ottobre 2005 dalla casa discografica Universal, come terzo singolo estratto dal secondo suo album in studio, Ragazza di periferia.
Il brano, prodotto da Gigi D'Alessio, viene venduto esclusivamente tramite download digitale.

## Video musicale
Il video è stato diretto da Gaetano Morbioli.

## Tracce
Testi di Cesare Chiodo, musiche di Antonio Galbiati.
1. Qualcosa di te – 3:35

## Formazione
- Anna Tatangelo - voce
- Adriano Pennino - tastiera, pianoforte, programmazione
- Maurizio Fiordiliso - chitarra
- Cesare Chiodo - basso
- Alfredo Golino - batteria
- Claudia Arvati - cori
- Fabrizio Palma - cori